# Polideportivo municipal de la España Industrial
El polideportivo municipal de la España Industrial (en catalán: poliesportiu municipal l'Espanya Industrial) es una instalación multiusos ubicada en el distrito de Sants-Montjuïc de Barcelona.
La principal función de este pabellón es la deportiva, cuenta con un salón principal que ha albergado muchas competiciones nacionales e internacionales en deportes diversos, una piscina de 25 m, un gimnasio, una pista de baloncesto, una pista de hockey sobre patines y tres salas con pistas para practicar el bádminton.
A su alrededor se encuentra el parque de la España Industrial.

## Historia
Fue inaugurado el 7 de diciembre de 1991 bajo diseño de los arquitectos Ramón Artigues y Ramón Sanabria sobre el solar de la antigua fábrica textil L'Espanya Industrial con el nombre de pabellón de la España Industrial. 
En 1992 albergó las competiciones de halterofilia de los XXV Juegos Olímpicos.
Desde 1993 es gestionado por el Secretariat d'Entitats de Sants, Hostafrancs i la Bordeta, que le ha cambiado el nombre por el actual.